# Rat Četvornog saveza
Rat Četvornog saveza (1718. – 1720.), sukob u kojemu su se Velika Britanija i Španjolska ponovo našle kao protivnici, donio je Španjolskoj samo poraze na moru i pokazao da bez ratne mornarice ona ne može braniti kolonije. Ta je činjenica najviše i utjecala na slamanje otpora.

## Tijek rata i njegove poljedice
Četvorni savez stvorile su 1717. Velika Britanija, Republika Nizozemska, Francuska i Sveto Rimsko Carstvo protiv Španjolske kad je ona pokušala vrati svoje talijanske provincije, osobito Napulj i Siciliju, koje je izgubila Utrehtskim (1713.) i Rastattskim mirom (1714.), kojima završio rat za španjolsko naslijeđe.
Članice saveza su odnijele značajne pobjede nad Španjolskom. Britanska flota uništila je španjolsku 11. kolovoza 1718. kod rta Passaro na JI dijelu Sicilije. Španjolsku desantnu flotu, koja je krenula u Škotsku da tamo podrži ustanak, razbila je oluja 28. veljače 1719. kod rta Finisterre. Francuzi su na Floridi zauzeli Pensacolu, a u prosincu 1719. upali u Španjolsku uz pomoć britanske flote.
Mirom koji je potpisan u Hagu od 17. veljače 1720., potvrđeno je ranije teritorijalno stanje, samo što je Austrija dobila Siciliju za Sardiniju koju je ustupila Savoji (Pijemontu), čije se vojvode otada nazivaju kraljevi Sardinije.